# Palais Guglielmi Gori
Le Palais Guglielmo Gori, également connu sous le nom Palazzo Ruffi , est un palais éclectique situé à l'angle de la Piazza dei Santi Apostoli avec la Via Cesare Battisti, dans le rione Trevi de Rome .

## Histoire
Le palais a été construit à l'origine au XVIe siècle pour la famille Cybo, puis a été transféré aux Altemps, Isimbardi, Santa Casa di Loreto et enfin aux Ruffo, qui y ont reçu l'empereur Joseph II d'Autriche . A cette époque, au milieu du XVIIIe siècle, le cardinal Tommaso Ruffo a commandé une restructuration du palais à l'architecte Giovanni Battista Contini  . En 1873, les Ruffo commandèrent à l'architecte Gaetano Koch une rénovation complète du palais, chargé d'éliminer complètement l'aspect Renaissance du bâtiment au profit d'un style plus éclectique typique de la fin du XIXe siècle.
En 1892, le noble Achille Gori Mazzoleni a acquis le palais des héritiers de Ruffo et, huit ans plus tard, en 1900, le bâtiment est passé aux Guglielmi de Vulci par le mariage d'Enrica Mazzoleni avec Giulio Guglielmi di Vulci ,,
En 2002, le bâtiment a été de nouveau restauré, cette fois par l'architecte Augusta Desideria Pozzi  .